# Kościół św. Anny w Annabergu-Buchholz
Kościół św. Anny (niem. St. Annenkirche) – późnogotycka świątynia luterańska znajdująca się w niemieckim mieście Annaberg-Buchholz.

## Historia
Kamień węgielny pod budowę świątyni wmurowano w 1496 roku, trzy lata po lokacji miasta. W 1498 wzniesiono tymczasowy, drewniany kościół, istniejący do roku 1512. Właściwe prace budowlane rozpoczęły się w 1499, kierowali nimi kolejno: Conrad Pflüger, Peter Ulrich i Jacob Haylmann, trwały one do 1525 roku. W 1539 świątynia przeszła w ręce protestantów, lecz większość wyposażenia z czasów katolickich pozostała w świątyni. Kościół został częściowo zniszczony podczas pożaru miasta w 1604 roku. W 1662 pierwotny dach w kształcie łuku stępkowego zastąpiono zwykłym dachem wielospadowym. W 1813 wieża została zniszczona przez pożar wywołany uderzeniem pioruna, rok później zawieszono na niej nowe dzwony. W latach 1973–1998 gmach gruntownie odrestaurowano.

## Architektura i wyposażenie
Świątynia późnogotycka, trójnawowa, o układzie halowym. Wieża kościelna ma wysokość 78,6 m, na wysokości 42 m, nad piętrem dzwonowym, znajduje się mieszkanie pierwotnie służące rodzinie strażnika miejskiego, a od 1999 roku zamieszkiwane przez rodzinę Melzerów. Klatka schodowa prowadząca na wieżę pełni funkcję przestrzeni wystawienniczej. Na przylegającym do kościoła Unteren Kirchplatzu ustawiono pomnik Marcina Lutra.
Kamienny ołtarz główny wykonał augsburski rzeźbiarz Adolf Daucher lub jego syn, Hans, zainstalowano go w prezbiterium w 1522 roku. Jego konstrukcję wykonano z 10 rodzajów marmuru, a rzeźby – z wapienia. Chrzcielnicę wykonał około 1515 roku dla klasztoru w Chemnitz rzeźbiarz Hans Witten, w 1556 sprowadzono ją do Annabergu. Witten jest również autorem tzw. Pięknych Drzwi (niem.  Schöne Tür), pochodzących z klasztoru franciszkanów w Annabergu. Dzieła sztuki dekorujące wnętrze wykonali m.in. Antonius Heusler i Hans Hesse, drugi z nich jest autorem ołtarza bocznego ufundowanego w 1522 przez cech górników. Autorem ambony jest z kolei rzeźbiarz Franz Maidburg.
Organy romantyczne wykonało w 1884 roku przedsiębiorstwo Walcker Orgelbau, w 1995 roku zostały odrestaurowane przez warsztat Hermann Eule Orgelbau z Budziszyna. Składają się z 4583 piszczałek zgrupowanych w 65 głosów. Organy chórowe pochodzą z roku 1979.
Na wieży kościoła zawieszono łącznie pięć dzwonów. Trzy z nich odlał 9 lipca 1814 roku drezdeński ludwisarz Friedrich August Otto. Podczas remontu w 1890 roku pozbawiono je koron i zawieszono je na nowych jarzmach. W 1942 roku dwa dzwony zarekwirowano na cele wojenne, lecz uniknęły przelania i w 1948 wróciły do Annabergu. Podczas renowacji w 2012 ponownie przyspawano im korony. Dane dzwonów:
| Imię           | Waga     | Waga       | Wysokość | Wysokość   | Średnica | Ton |
| Imię           | Z koroną | Bez korony | Z koroną | Bez korony | Średnica | Ton |
| -------------- | -------- | ---------- | -------- | ---------- | -------- | --- |
| Peter und Paul | 2963 kg  | 2730 kg    | 170 cm   | 130 cm     | 173 cm   | e'  |
| Margaretha     | 1520 kg  | 1410 kg    | 145 cm   | 110 cm     | 141 cm   | d'  |
| Anna           | 680 kg   | 610 kg     | 105 cm   | 81 cm      | 114 cm   | h0  |

Dwa pozostałe dzwony: Häuerglocke oraz dzwon zegarowy, zawieszono w latarni.

## Galeria

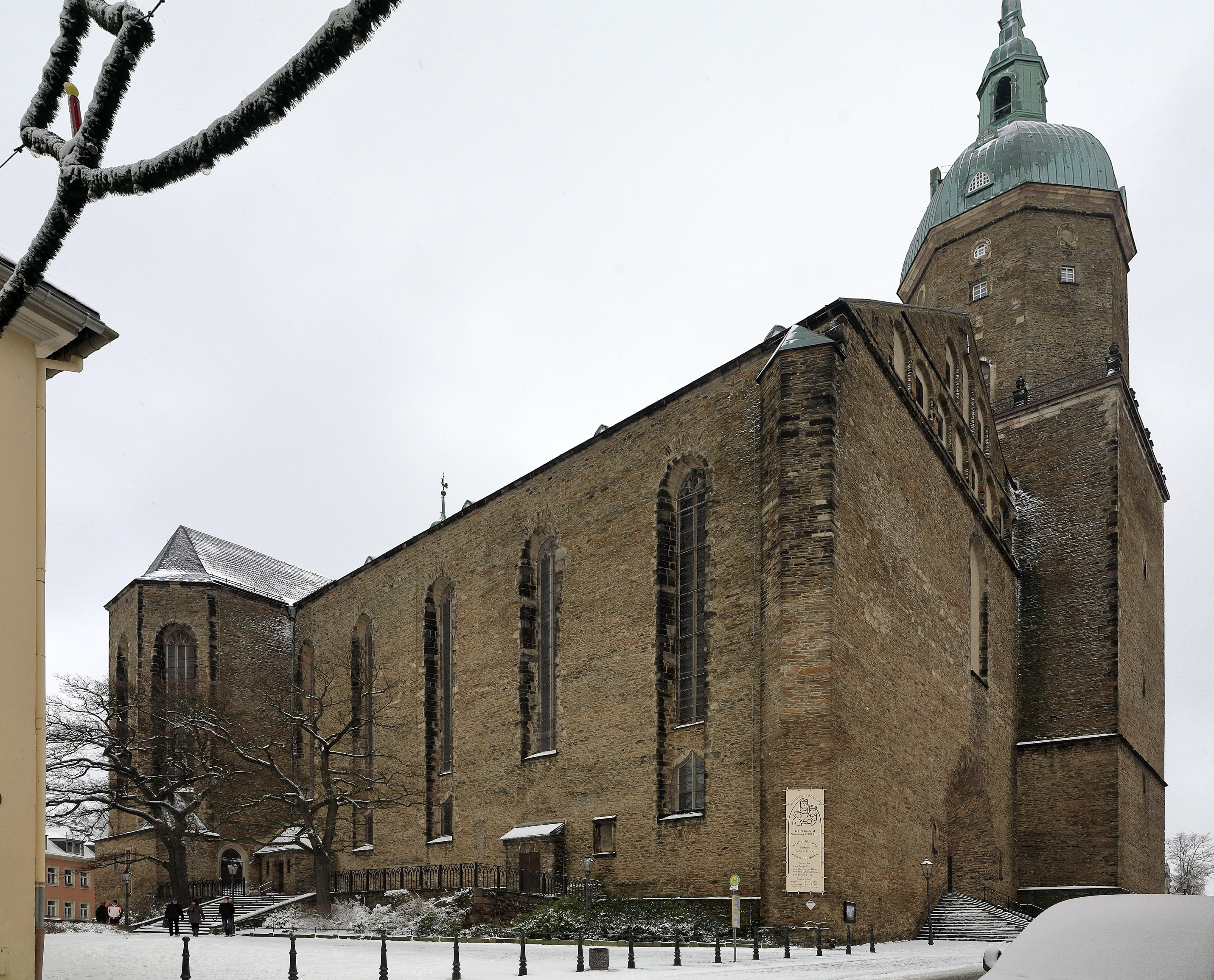
Widok z zachodu
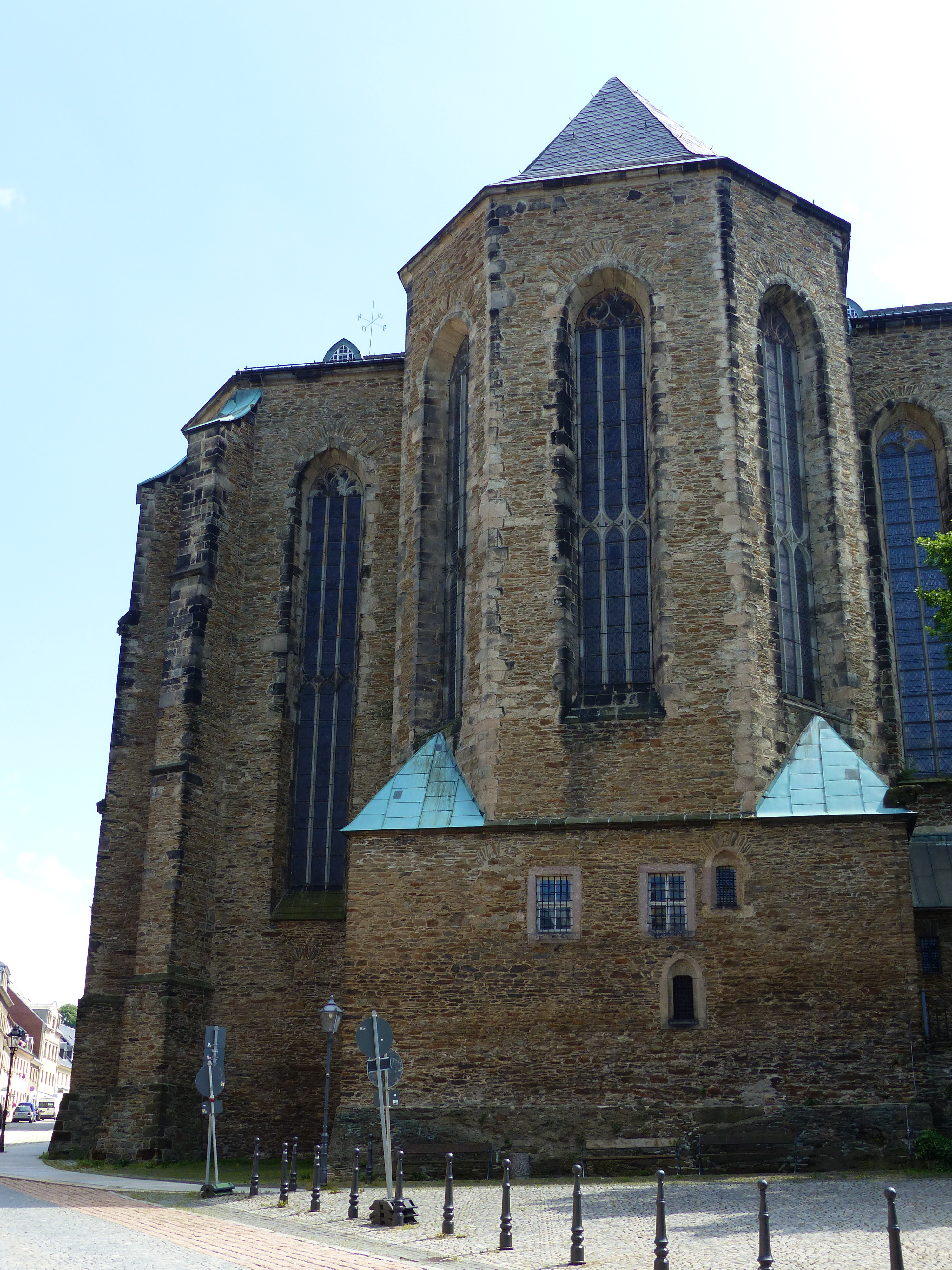
Absyda
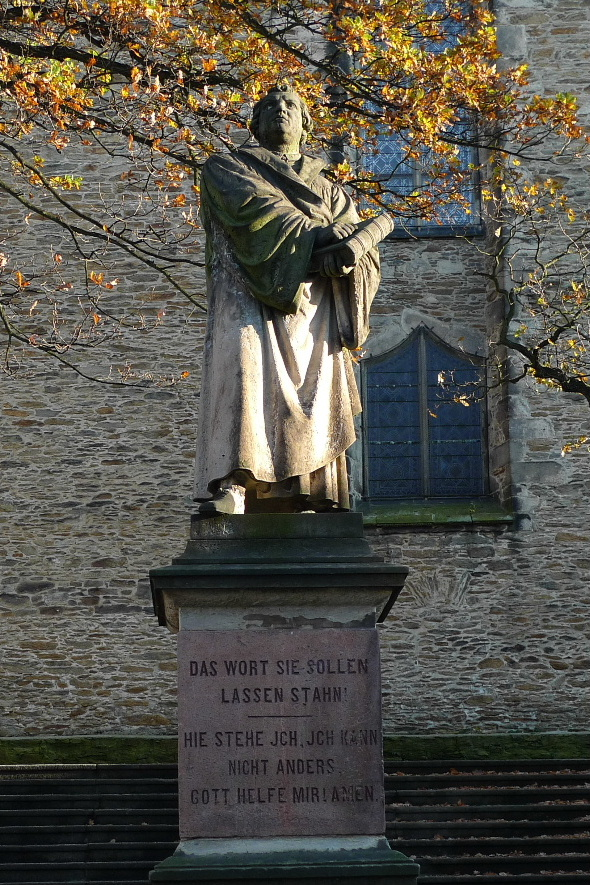
Pomnik Marcina Lutra
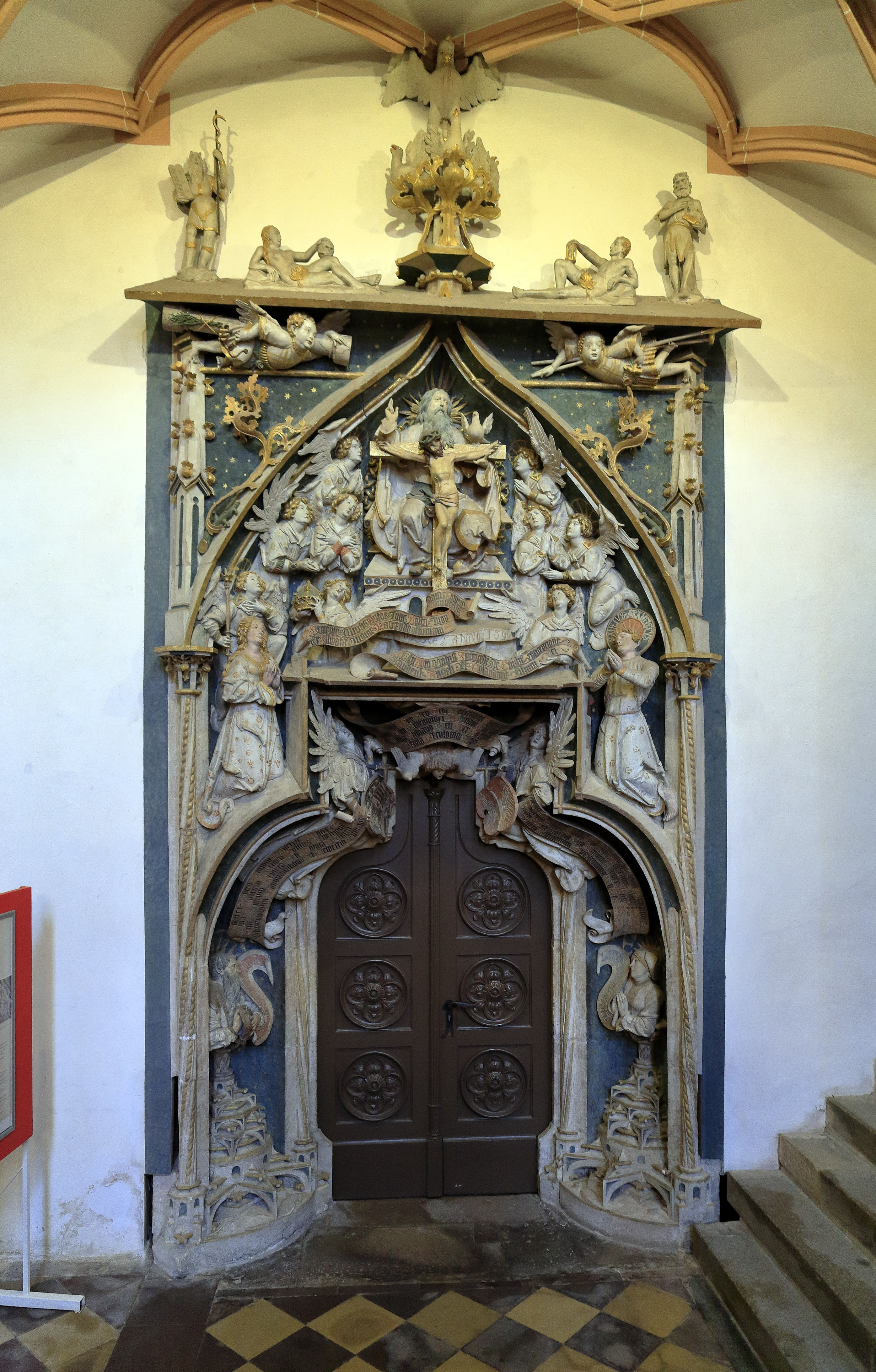
Piękne Drzwi
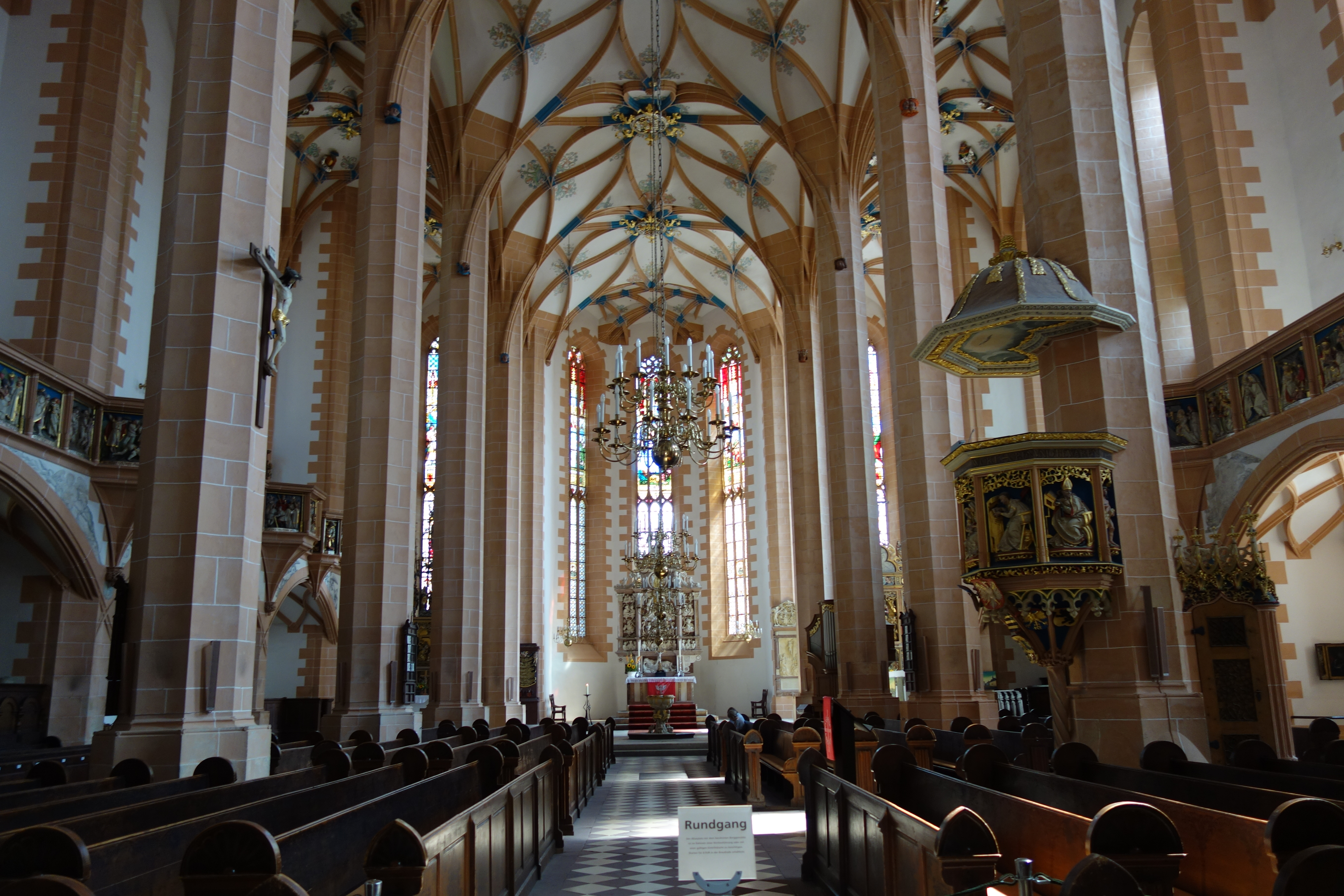
Wnętrze
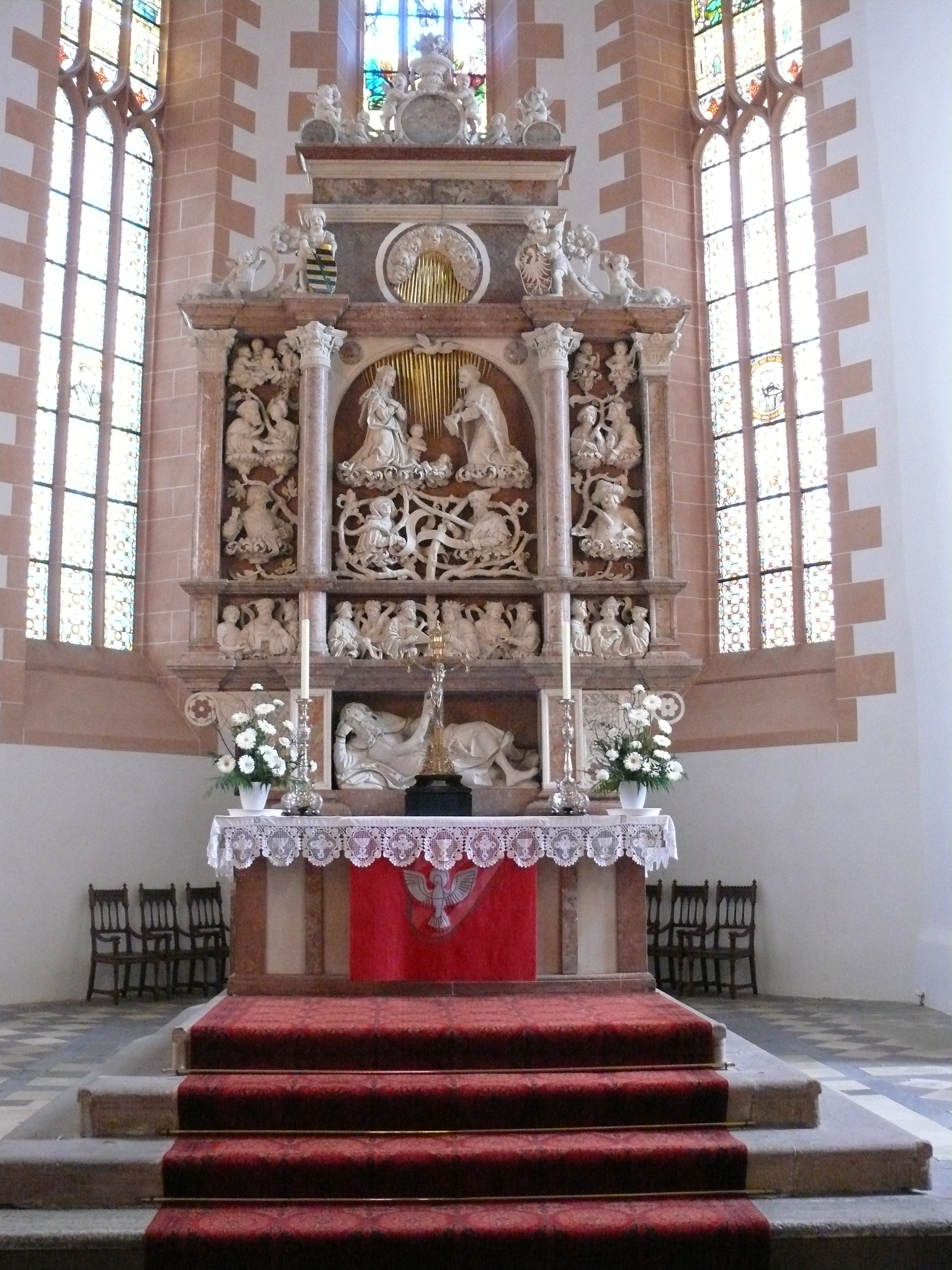
Ołtarz główny
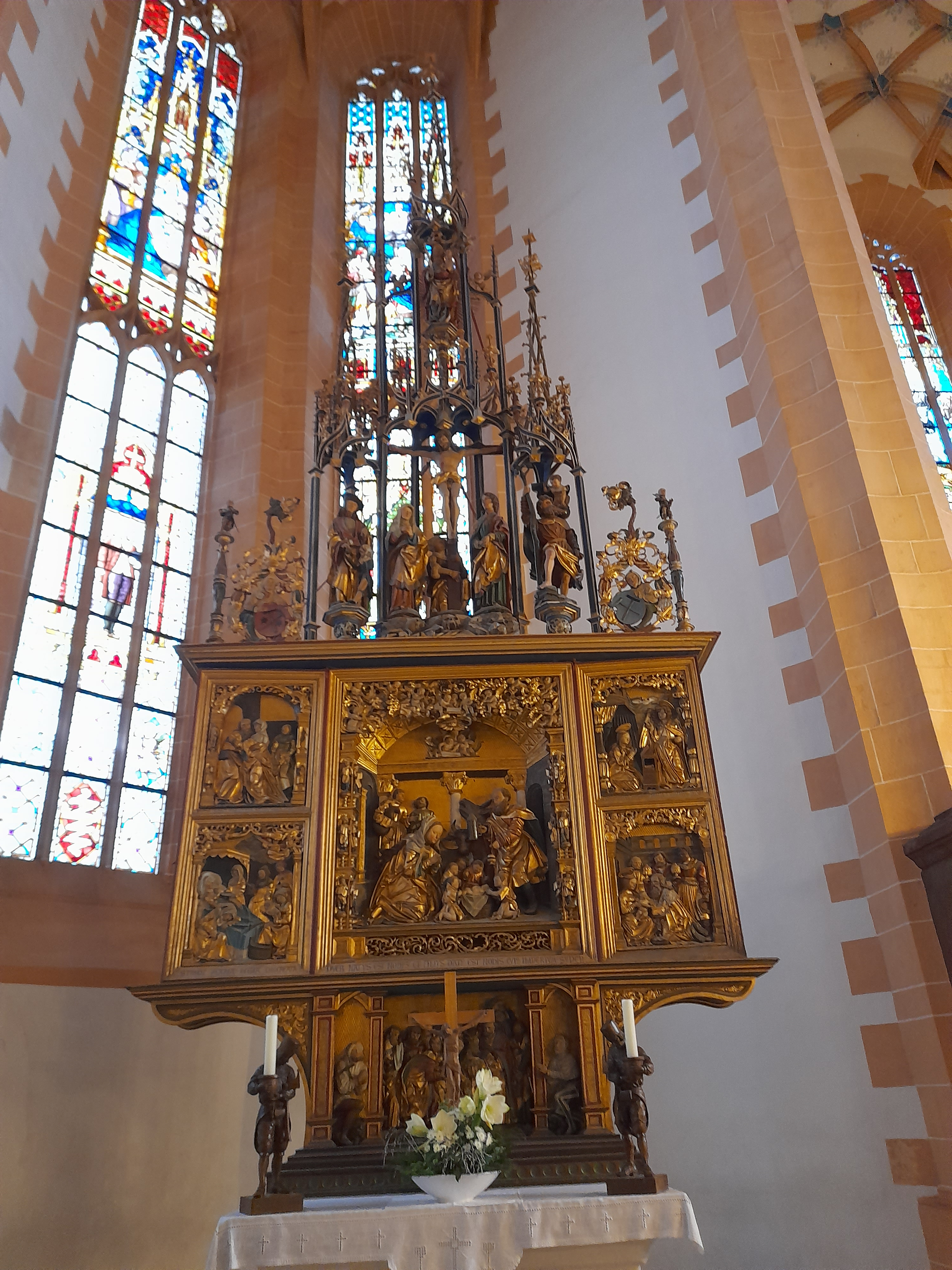
Ołtarz cechu górników
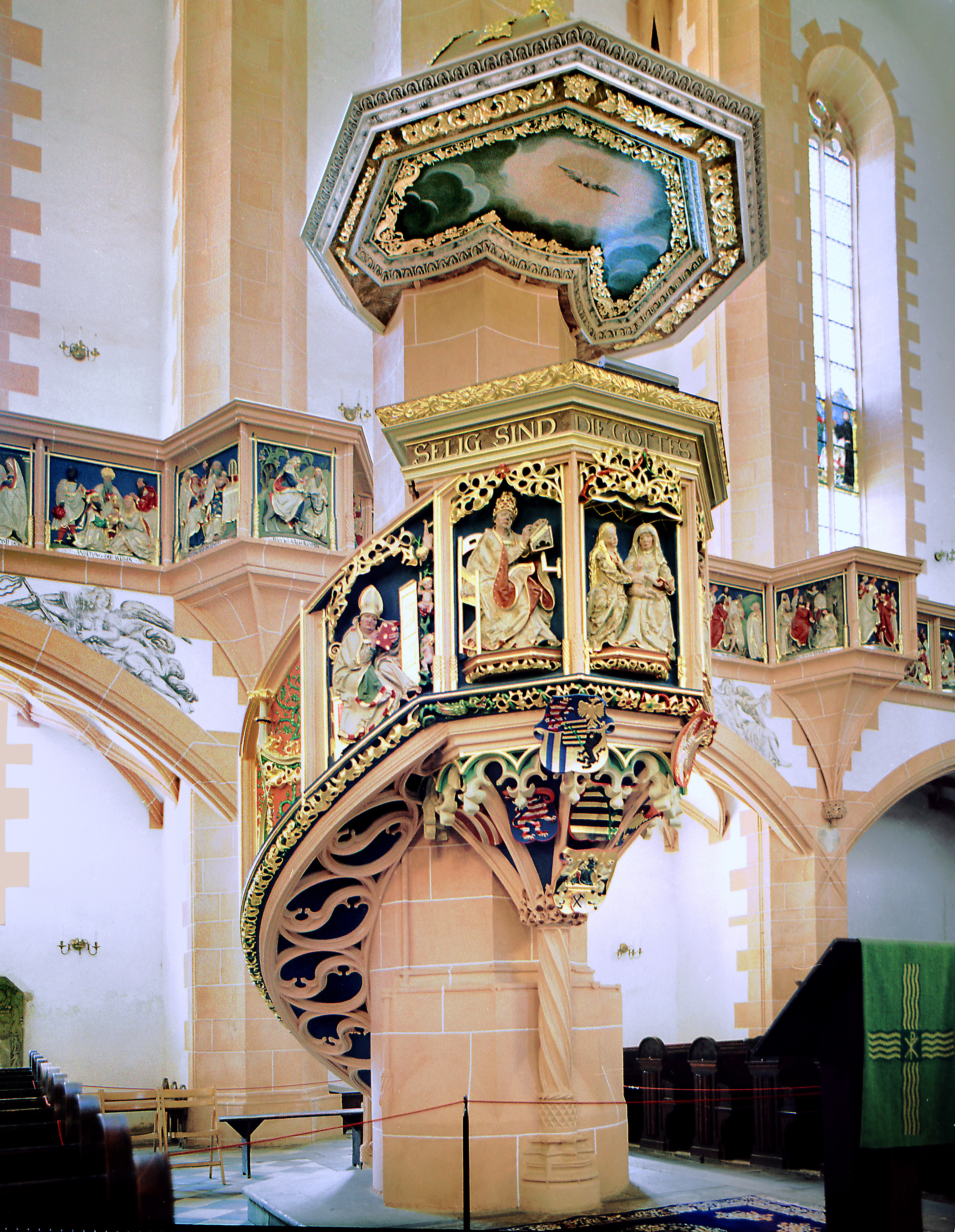
Ambona
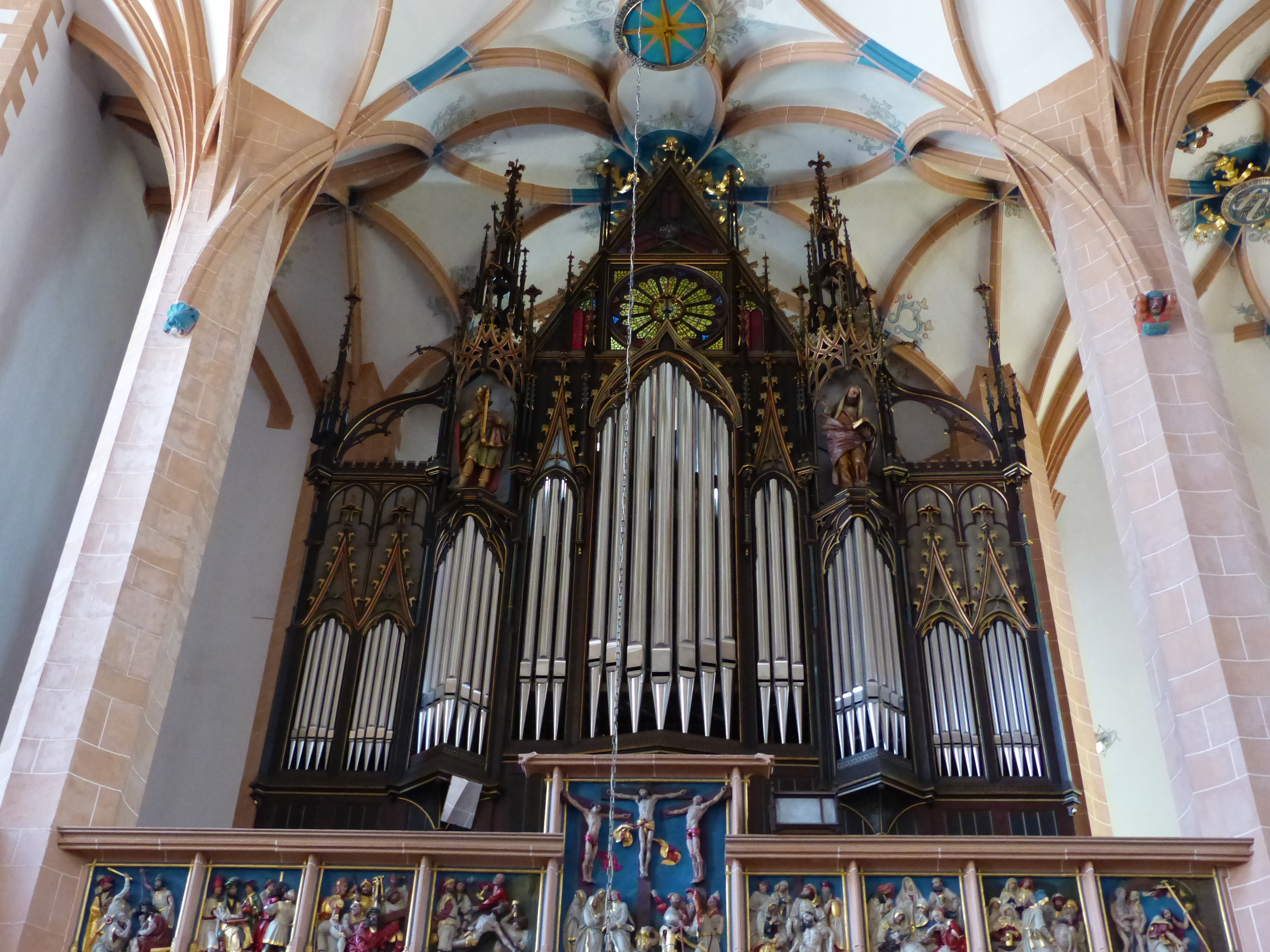
Organy
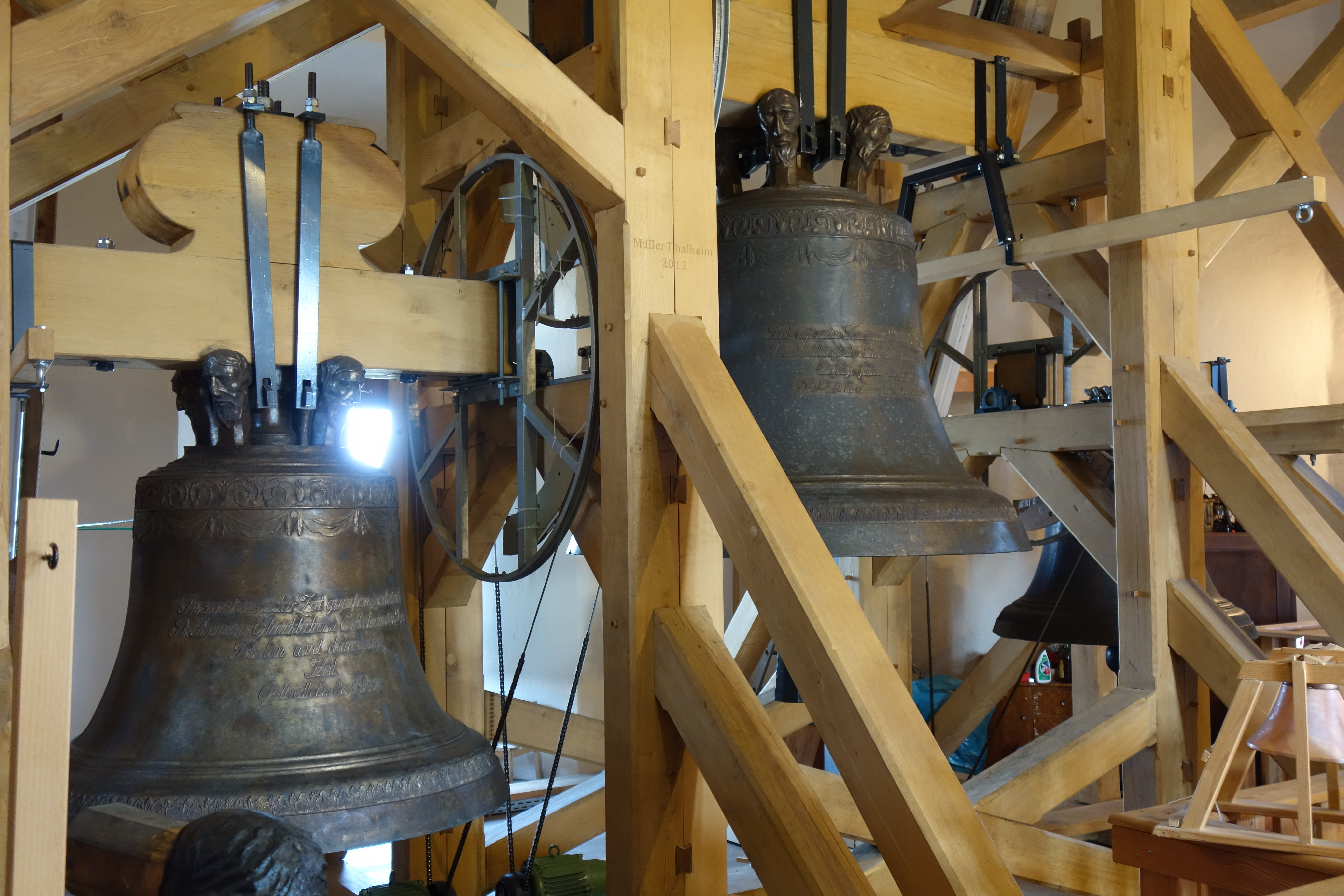
Dzwony
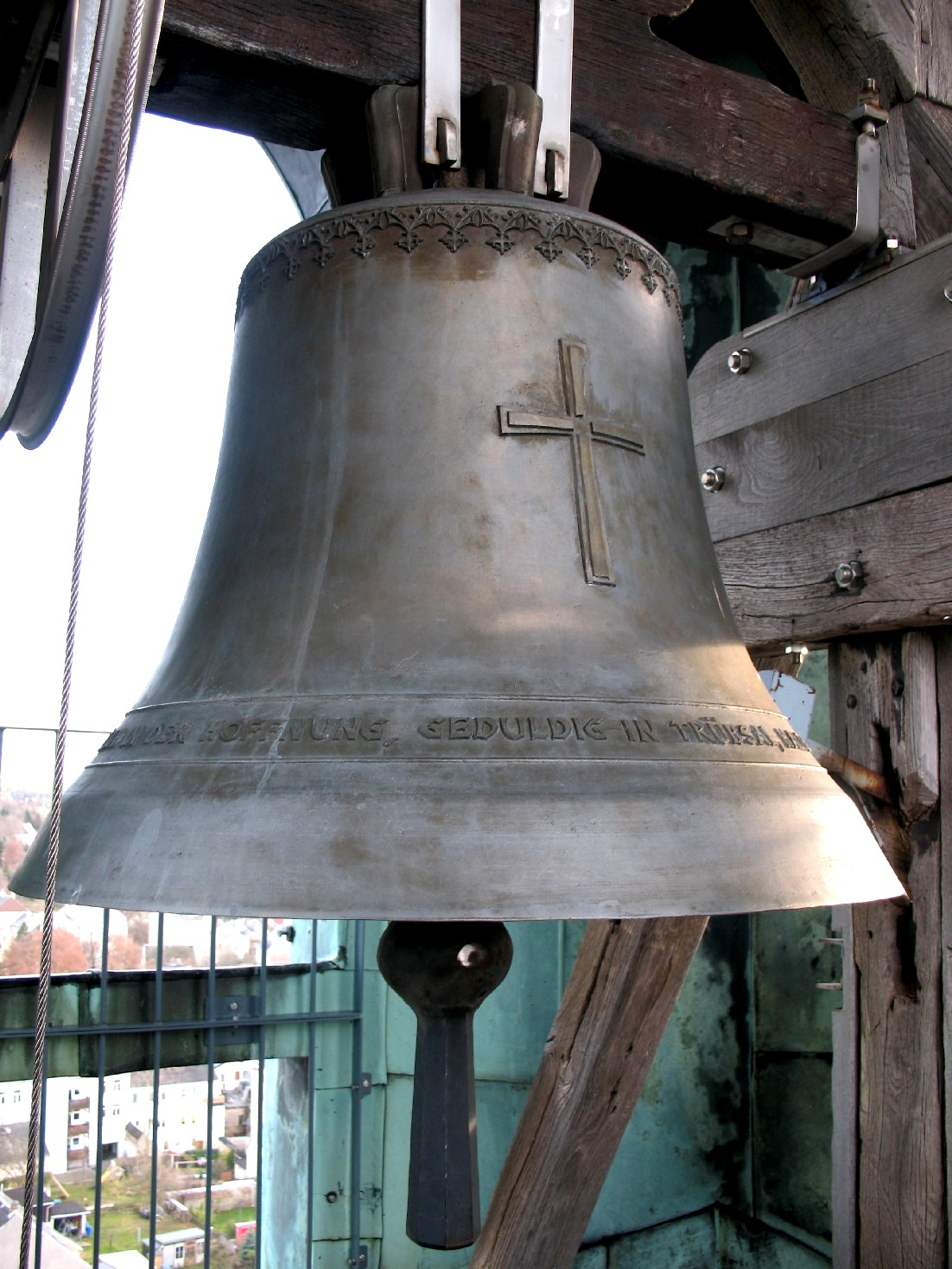
Häuerglocke